# HMS Forester (H74)
HMS «Форестер» (H74) (англ. HMS Forester (H74) — військовий корабель, ескадрений міноносець типу «F» Королівського військово-морського флоту Великої Британії за часів Другої світової війни.

## Історія створення
HMS «Форестер» був закладений 15 травня 1933 на верфі компанії J. Samuel White, Коуз. 29 березня 1935 увійшов до складу Королівських ВМС Великої Британії.